# Kanzlerdemokratie
Der Begriff der Kanzlerdemokratie beschreibt eine mögliche Ausformung des deutschen Regierungssystems, in der der Bundeskanzler eine starke Stellung hat, und steht im Gegensatz zur Koordinationsdemokratie. 

## Definition
Dabei versucht der Bundeskanzler in der Verfassungspraxis (vgl. Verfassungswirklichkeit), die ihm durch das Grundgesetz (GG) vorgegebenen Rechte auszuweiten und erlangt so im Verhältnis zu anderen Verfassungsorganen oder dem Kabinett weitaus mehr Macht, als ihm durch das Grundgesetz eigentlich zustünde. In der Politikwissenschaft gilt es mittlerweile als unstrittig, dass Deutschland nur in bestimmten Zeiten eine Kanzlerdemokratie war. Für die Annahme einer  Kanzlerdemokratie spricht, dass der Bundeskanzler, beispielsweise im Vergleich zum Reichskanzler der Weimarer Republik, vom Grundgesetz eine starke Position erhält. Er hat die Richtlinienkompetenz (Art. 65 GG), kann durch eine Vertrauensfrage (Art. 68 GG) die Regierungsmehrheit auf seine Seite zwingen, wählt alleine seine Minister (Art. 64 GG) aus und die gesamte Regierung, kann nur durch ein konstruktives Misstrauensvotum gestürzt werden (Art. 67 GG), außerdem untersteht ihm das Bundeskanzleramt mit dem Bundesnachrichtendienst und das Presse- und Informationsamt der Bundesregierung. 
Hypothetisch ist diese Sichtweise jedoch insofern, als die formell gewährten Rechte in der Verfassungspraxis nicht „in Reinform“ genutzt werden können. Der Bundeskanzler kann – gerade in für Deutschland typischen Koalitionsregierungen – nicht nach Belieben politisches Personal rekrutieren. Hierbei gilt es nicht zuletzt auch parteiinterne Interessengruppen zu berücksichtigen. Ferner spielt in diesem Zusammenhang der Koalitionspartner und die Institution des Koalitionsausschusses eine bedeutende Rolle. Der Begriff der Kanzlerdemokratie steht auch heute in der Politikwissenschaft nahezu ausschließlich für die Regierungszeit Adenauers. 

## Kriterien
Dennoch hebt insbesondere Karlheinz Niclauß (als wichtiger Vertreter der These) fünf Merkmale einer Kanzlerdemokratie heraus:
1. Durchsetzung des Kanzlerprinzips im politischen Sinne. Nicht nur Verwirklichung der Richtlinienkompetenz, sondern auch zentrale Rolle des Kanzlers bei der Vorbereitung der wichtigsten Entscheidungen im Kabinett. Der Kanzler stellt die Regierungspolitik in der Öffentlichkeit dar.
2. Persönliches Prestige des Kanzlers im Regierungslager und in der Mehrheit der Bevölkerung. Der Kanzler verkörpert die Regierungspolitik und steht im Mittelpunkt der Berichterstattung.
3. Das Amt des Bundeskanzlers ist mit dem Vorsitz der größten Regierungspartei eng verbunden. Der Kanzler ist in der eigenen Partei unumstritten.
4. Der Dualismus zwischen Regierungslager und Opposition bestimmt die allgemeine politische Auseinandersetzung. Durch gegenseitige Abgrenzung stehen sich Regierungslager und Opposition deutlich erkennbar gegenüber.
5. Der Bundeskanzler ist in der Außenpolitik persönlich stark engagiert, greift dabei auch stark in das Ressort des zuständigen Außenministers ein.

## Beispiele
In der Geschichte der Bundesrepublik lässt sich nach diesen Merkmalen nur für die ersten 12 Jahre (1949–1961) der vierzehnjährigen Adenauer-Ära von einer Kanzlerdemokratie sprechen. Der Vorwurf, sich zu einer Kanzlerdemokratie zu wandeln, wurde erneut 2005 erhoben, als Bundeskanzler Gerhard Schröder die Vertrauensfrage nutzte, um den Bundestag aufzulösen, da die Frage auftauchte, ob es in den vorherigen Abstimmungen des Bundestages wirklich ein dem Kanzler geltendes „Misstrauen“ zu erkennen gab. Es wurde argumentiert, der Bundeskanzler könne jetzt über die Dauer der Legislaturperiode entscheiden, was einen deutlichen Machtzuwachs bedeutet hätte.
In der Politikwissenschaft wird heute in Bezug auf die Macht des Bundeskanzlers nur noch von „Phasen“ der Kanzlerdemokratie gesprochen. So ließ sich etwa seit 1982 mit Bundeskanzler Helmut Kohl ein Führungsstil erkennen, „der ... an das von Adenauer praktizierte Selbstverständnis erinnert. Kohl erschien nach seinem schnellen und entschlossenen Nutzen der Chance zur Vereinigung der beiden deutschen Staaten nahezu unangreifbar“. Ferner wird argumentiert, dass mit der zunehmenden europäischen Integration die Machtkonzentration innerhalb der Exekutive weiter ansteigt. Dies käme unter Umständen auch wieder einer Entwicklung zur Kanzlerdemokratie zugute.